# 大久保忠名
大久保 忠名（おおくぼ ただな、慶長13年（1608年） - 万治2年3月9日（1659年4月30日））は、江戸時代初期の旗本。通称を平助、彦左衛門という。巷談などで大久保彦左衛門として知られる大久保忠教の嫡男で、母は馬場右衛門信成の養女。妻は駒井親直の娘、後妻は筒井忠重の娘、また新見正勝の娘で、子供に大久保忠隆、大久保忠直がいる。

## 生涯
元和8年（1622年）、15歳の時、将軍秀忠にまみえ、御書院番の番士となる。下野国河内郡内に400石の采地を賜る。のち200石の加増で600石となる。寛永16年（1639年）遺跡を継ぐ。このとき先の600石の半分ずつを弟包教、政雄に分知する。特に取り立てられることもなく、無役の小普請となる。
万治2年（1659年）3月9日に死去した。享年52。墓所は、白金の立行寺。